# Chassieu
Chassieu is een gemeente in de Franse Métropole de Lyon (regio Auvergne-Rhône-Alpes). De plaats maakt deel uit van het arrondissement Lyon. Chassieu telde op 1 januari 2022 11.214 inwoners.

## Geografie
De oppervlakte van Chassieu bedroeg op 1 januari 2022 11,57 vierkante kilometer; de bevolkingsdichtheid was toen 969,2 inwoners per km².

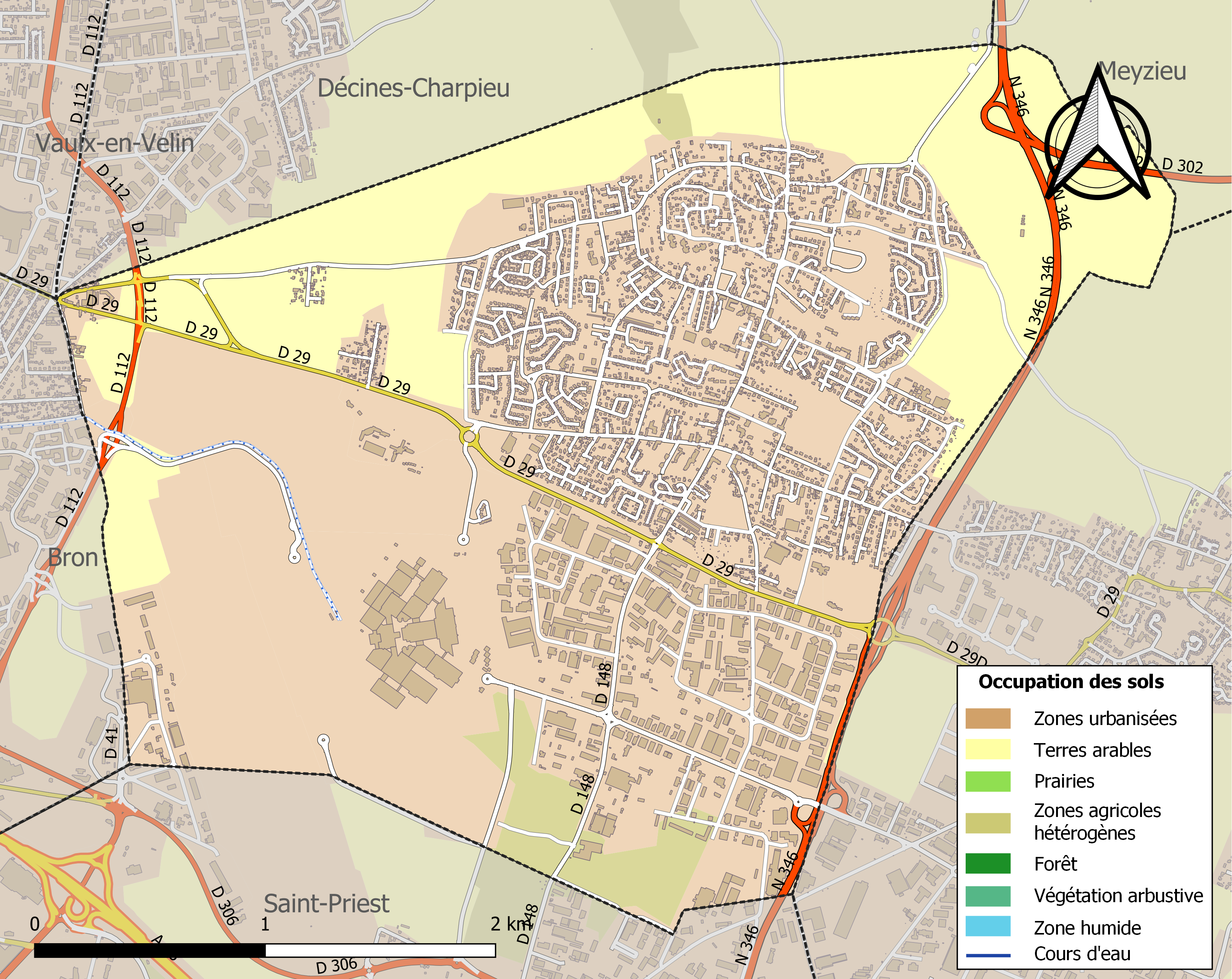
Kaart van de gemeente met de belangrijkste infrastructuur, bodemgebruik en omliggende gemeenten

## Demografie
Onderstaande figuur toont het verloop van het inwonertal (bron: INSEE-tellingen).